# Google Map Maker
Google Map Maker (сервис закончил работу 31 марта 2017) — картографический сервис от Google, запущенный в июне 2008 года, цель которого, в отличие от Google Maps — дать возможность пользователям самим доделать картографическую информацию, отсутствующую, или имеющуюся в неточном виде, на картах разных стран. Результатом является работа сообщества, подобно другим картографическим сервисам OpenStreetMap и Викимапия. В отличие от OpenStreetMap, Google считает созданную сообществом карту личной интеллектуальной собственностью.
Конечной целью проекта является приобретение достаточно высокого качества данных, после чего они публикуются и используется на существующей службе Google Maps, однако изменения, внесённые в Map Maker не сразу отражаются в Google Maps.

## Интерфейс
Пользователи имели возможность добавлять новые и редактировать на карте уже опубликованные точечные объекты, такие, как организации, магазины, другие общественные объекты; линейные объекты, такие как дороги, железные дороги, реки и т. д.; контурные объекты, такие, как здания, леса, водоёмы и др. Внешний вид сервиса был похож на Google Maps, где были доступны три режима (карты, спутник, и гибридная карта), которые позволяли пользователям просматривать данные карты, спутниковые изображения или их комбинацию.
Были доступны три вида инструментов рисования: метки (точка на карте), линии (для рисования дорог, железных дорог, рек и т. п.), контуры (для нанесения зданий, территорий, и т. п.).

## Доступность
Сервис был доступен для следующих территорий, хотя пользователи могли вносить правки независимо от их географического положения:
| - Азербайджан - Албания - Алжир - Американское Самоа - Ангилья - Ангола - Антигуа и Барбуда - Аргентина - Армения - Аруба - Афганистан - Багамские острова - Бангладеш - Барбадос - Бахрейн - Белоруссия - Белиз - Бенин - Бермудские острова - Боливия - Ботсвана - Британские Виргинские острова - Британская территория в Индийском океане - Бруней - Буркина-Фасо - Бурунди - Бутан - Вануату - Венесуэла - Вьетнам - Габон - Гаити - Гайана - Гамбия - Гана - Гваделупа - Гватемала - Гвинея - Гвинея-Бисау - Гренада - Гренландия - Гондурас - Гуам - Демократическая Республика Конго - Джибути - Доминика - Доминиканская Республика - Замбия - Западная Сахара - Зимбабве - Индия - Иордания - Ирак - Иран - Исландия - Йемен - Кабо-Верде - Казахстан - Каймановы острова - Камбоджа - Камерун | - Катар - Кения - Кипр - Кирибати - Китай - Кокосовые острова - Колумбия - Коморские Острова - Конго - Косово - Коста-Рика - Кот-д’Ивуар (Берег Слоновой Кости) - Куба - Кувейт - Кыргызстан - Лаос - Либерия - Ливан - Ливия - Маврикий - Мавритания - Мадагаскар - Майотта - Македония - Малави - Малайзия - Мали - Мальдивы - Мальта - Марокко - Мартиника - Маршалловы острова - Мексика - Микронезия - Мидуэй - Мозамбик - Молдавия - Монголия - Монтсеррат - Мьянма - Намибия - Науру - Непал - Нидерландские Антильские острова - Нидерланды - Нигер - Нигерия - Никарагуа - Ниуэ - Новая Каледония - Оман - Остров Буве - Острова Кука - Остров Норфолк - Остров Рождества - Остров Святой Елены - Остров Херд и острова Макдональд - Острова Питкэрн - Острова Теркс и Кайкос - Пакистан - Палау | - Панама - Папуа — Новая Гвинея - Парагвай - Перу - Реюньон - Россия (с 04.09.2014) - Руанда - Румыния - Сальвадор - Самоа - Сан-Томе и Принсипи - Свазиленд - Северная Корея - Северные Марианские острова - Сейшельские острова - Сенегал - Сент-Винсент и Гренадины - Сент-Китс и Невис - Сент-Люсия - Сербия - Сирия - Соломоновы Острова - Сомали - Судан - Суринам - Сьерра-Леоне - Таджикистан - Танзания - Тимор-Лешти - Того - Токелау - Тонга - Тринидад и Тобаго - Тувалу - Тунис - Туркменистан - Уганда - Узбекистан - Украина - Уоллис и Футуна - Уругвай - Фарерские острова - Фиджи - Филиппины - Фолклендские острова - Французская Гвиана - Французская Полинезия - Французские Южные и Антарктические земли - Центрально-Африканская Республика - Чад - Черногория - Чили - Шпицберген и Ян-Майен - Шри-Ланка - Эквадор - Экваториальная Гвинея - Эритрея - Эфиопия - Южная Георгия и Южные Сандвичевы острова - Ямайка |

## Закрытие
В ноябре 2016 года Google официально заявила о закрытии сервиса Map Maker, объяснив это тем, что большинство функций по редактированию карт уже присутствует в Картах Google.
31 марта 2017 года сервис Google Map Maker был закрыт.